# Frank Kelling
Pour les articles homonymes, voir Kelling (homonymie).
Frank Kelling, né le 11 novembre 1904 dans le Missouri et mort le 23 mars 1949 à Los Angeles, est un animateur américain. Il a travaillé dans plusieurs studios dont les studios Disney et les Fleischer Studios.

## Filmographie
- 1932 : Des arbres et des fleurs (Silly Symphony de Disney)
- 1932 : Rien qu'un chien (Silly Symphony de Disney)

- 1934 : Toyland Premiere réalisé par Walter Lantz

- 1939 : So Does an Automobile un Betty Boop
- 1939 : Les Voyages de Gulliver réalisé par Dave Fleischer